# Erdőaranyos
Erdőaranyos falu Romániában, Máramaros megyében.

## Fekvése
Máramaros megyében, Hagymáslápostól délkeletre található.

## Története
Az 1400-as években neve már gyakran előfordult a korabeli oklevelekben Also-et Felsew Aranyos néven.
A falu a bélteki Drágffy család birtoka volt. Erdőaranyos vidékén állt az Aranyosi vár, melynek birtokába a Drágffy család-ot iktatták be 1385-ben királyi adománnyal.
1405-ben a vár már nem volt meg, a kővári nagy iktatólevélben ekkor már csak a két Aranyos helységet említik.
Erdőaranyos a későbbi években is a kővárvidék sorsában osztozott.
A 20. század elején a falu Szatmár vármegye része volt, s a nagysomkúti járáshoz tartozó kisközség volt.

## Nevezetességek
- Görögkatolikus templom.